# Földesi János
Földesi János (Felsőleszéte, Nyitra vármegye, 1698. június 24. – Lőcse, 1773 után) bölcsészdoktor, jezsuita rendi pap, könyvtárnok.

## Élete
1719-ben Nagyszombatban elsőéves novícius volt, utána Egerben (1751–1753), Budán (1755), Kolozsváron (1755–1757), Kassán (1758–1759), ismét Egerben (1760), Lőcsén (1761), Szepesváralján (1762), Nagyszombatban (1763–1768), végül a rend feloszlatásáig (1773) Lőcsén működött mint hitszónok, a növendékek főnöke és könyvtárnok.

## Művei
- Affectus musarum Cassoviensium occasione Martis Europam venantis fusi... anno 1736. Cassoviae (Stoeger br. Splényi József jezsuitának tulajdonítja)
- Continuatio Cosmographiae philosophicae descriptionis mundi. Cassoviae, 1737